# Sliden
Sliden (Aconogonon) är en växtsläkte i familjen slideväxter med cirka 18–20 arter från Asien och Nordamerika med den invasiva arten syrenslide i Sverige. Även inom släktet Fallopia (bindor), hörande till samma familj, finns växter där slide ingår i de svenska namnen, t.ex. de invasiva arterna parkslide och jätteslide.